# Słodycz (tragedia)
Słodycz – tragedia Cypriana Kamila Norwida w jednej scenie z 1855 lub 1856 roku rozgrywająca się za panowania cesarza Domicjana.

## Okoliczności powstania utworu
Słodycz stanowi refleks lektur Norwidowych z lat 1855-1856 dotyczących dziejów Rzymu za pierwszych cesarzy i początków prześladowania chrześcijan, historyków Cesarstwa, m.in. Tacyta, Swetoniusza oraz apologetów chrześcijańskich takich jak Tertulian czy Justyn. Tragedia powstała na tle Norwidowego przekładu Juliusza Cezara oraz urywka Teatr bez teatru, prawdopodobnie pod koniec 1855 lub w 1856, na marginesie pracy nad Quidamem. Rękopis poeta przesłał albo Mieczysławowi Pawlikowskiemu albo Teofilowi Lenartowiczowi. Obdarowany rękopisem przyjaciel przesłał go do redakcji lwowskiego Dziennika Literackiego, gdzie Słodycz ukazała się w 1857 roku. Norwid nic nie wiedział o tej publikacji i jeszcze w 1858 wypominał Lenartowiczowi zgubę tego rękopisu. Słodycz miała swą prapremierę w 1955 w Teatrze Akademickim KUL w Lublinie.
Utwór liczy sobie 70 wersów.

## Tytuł
Tytułowa słodycz oznacza siłę, którą odznaczali się chrześcijańscy męczennicy, która pozwalała im zwycięsko znieść najgorsze męczarnie. Pomysł tytułu zaczerpnął Norwid z Apologetyka Tertuliana, gdzie jest mowa o tym, że Rzymianie często mylili nazwę christianus (chrześcijanin) z chrestianus ( od greckiego chrestos – szlachetny), która zdaniem Tertuliana pochodzi od słowa łagodność albo dobroć. Norwid czytał Tertuliana w przekładzie francuskim, gdzie na oznaczenie łagodności użyto słowa doucer, które oznacza również słodycz i to znaczenie Norwid wybrał.

## Osoby
- Kajus Velterius – arcykapłan Jowisza i senator
- Pamfilius – gramatyk, klient Velteriusa
- Klucznik – więzienia Vesty
- Święty Paweł – apostoł

## Treść
Kajus Velterius dowiaduje się od klucznika, że skazana westalka Julia Murcja, której po siedmiu dniach bez jedzenia, spuszczono chleb, podzieliła się tym chlebem z myszą. Velterius zżyma się z powodu jej oporu, zastanawia się, jaki bóg daje jej siły. Mógłby ją oskarżyć o wiarę w Boga chrześcijan i zabić, lecz co to mu da. Gramatyk Pamfilius przynosi zwoje komedii Arystofanesa, żeby poćwiczyć ze swym panem wymowę. Velterius pyta Pamfila skąd się w chrześcijanach bierze ta siła, której nie mają nawet rzymscy żołnierze czy gladiatorzy. Pamfil twierdzi, że rzymska cnota rodzi się z zapału, a chrześcijańską charakteryzuje jakaś słodycz. Czytał kiedyś ich pisma i było tam wiele o słodyczy i łasce. Velterius zarzuca szatę na głowę i zasypia. Marząc w półśnie rozważa nad siłą, która pozwala męczennikom śpiewać wobec lwów. Widzi świętego Pawła z mieczem i pyta go czy mógłby otrzymać tę dziwną moc. Paweł mu ją obiecuje, ale pyta po co jej pragnie. Velterius chce ją zniszczyć. Paweł przekazuje mu, że Julia umarła, co potwierdza wchodzący klucznik.

## Recepcja dramatu
Zenon Przesmycki (1912) zwrócił uwagę na poruszoną w dramacie tajemnicę łaski i jej skrytych celów. Irena Sławińska (1949) podkreślała wręcz paradoksalny rygoryzm z jakim autor skondensował treści zawarte w tej tragedii. Współistnienie niezwykłej zwartości z wielkim bogactwem, będące tajemnicą warsztatu dramaturga. Słodycz daje jednocześnie bardzo wierny obraz epoki, wyraziste sylwetki postaci dramatu, plastyczną kompozycję, całość wkomponowaną w świat dekadenckiego Rzymu, postać świętego Pawła i nader subtelne i wielostronne potraktowanie tematu tragicznego, wywołującego napięcie, litość i trwogę.